# Nokia X2-00
Nokia X2-00 (często nazywana jako Nokia X2) – telefon komórkowy firmy Nokia wydany w II kwartale 2010 roku.

## Dane techniczne

### Wyświetlacz
- Kolorowy wyświetlacz TFT
- 256 tysięcy kolorów
- 240×320 pikseli

### Sieci
GSM: 850, 900, 1800, 1900

### Transmisja danych
- GPRS klasy 32
- EDGE klasy 32

### Aparat
- 5 Mpx
- Lampa błyskowa
- 4× zoom cyfrowy
- Wideo
  - 320×240 px
  - 18 fps

### Pamięć
Nokia X2-00 jest wyposażony 64 MB pamięci RAM, 48 megabajtów pamięci użytkowej. Posiada także gniazdo na kartę microSDHC.

## Funkcje

### Muzyka
Nokia X2-00 ma wbudowany odtwarzacz muzyki obsługujący pliki muzyczne w formatach: MP3, AAC, eAAC, eAAC+, WMA. Posiada także radio FM z funkcją RDS. Na jej obudowie znajdują się specjalne przyciski ułatwiające obsługę odtwarzacza audio.

## Wygląd zewnętrzny

### Kolory obudowy
Nokia X2 jest dostępna w 6 kolorach obudowy:
- Srebrno niebieska
- Czarno czerwona
- Czarna
- Pomarańczowa
- Fioletowo czarna
- Fioletowa

### Wymiary
Wymiary Nokii X2-00 to 111 × 47 × 13,3 mm.